# Coltura foraggera

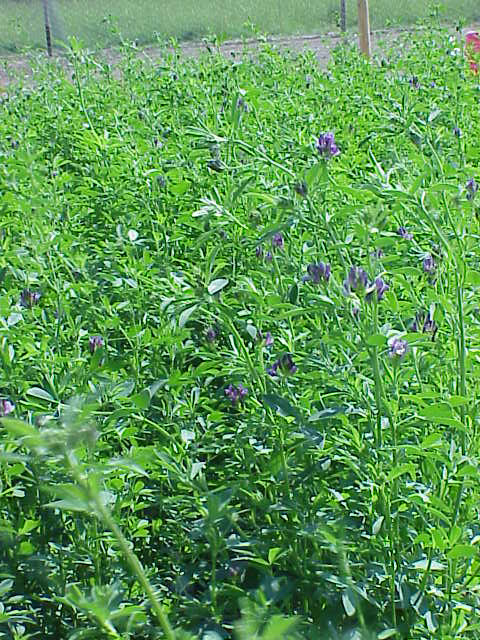
Prato di erba medica

Una coltura foraggera, o semplicemente foraggera, è una specie (o consociazione di specie) il cui prodotto principale è idoneo e viene utilizzato nell'alimentazione del bestiame.

## Criteri di classificazione
- Famiglia botanica: graminacee, leguminose, crucifere, chenopodiacee, poligonacee, composite, ombrellifere, rosacee, moracee, ulmacee, ecc;
- Durata: annuali o temporanee, poliennali (3-5 anni), perenni (oltre 10 anni);
- Sistema di formazione del prato: prato naturale (inerbimento spontaneo), artificiale o coltivato (con semina diretta);
- Posto nella rotazione: in coltura principale o intercalare;
- Composizione floristica: monofita (una sola specie), oligofita (2-4 specie), polifita (8-10 e più specie);
- Tipo di foraggio: fusti e foglie (quasi tutte le foraggere), fusti-foglie-granella (es. silomais), foglie e infiorescenze (es. trifoglio ladino), radici (es. bietola, rapa), ecc;
- Sistema di conservazione ed utilizzazione: foraggio verde, fieno, foraggio disidratato, foraggio insilato, fieno-silo, ecc; foraggi falciati (prati), consumo diretto (pascoli).

## Classificazione per durata
- Avvicendate: durata minore a 10 anni
  - Erbai: durata minore di un anno
  - Prati: durata maggiore di un anno
- Permanenti: durata maggiore a 10 anni:
  - Prati: destinati allo sfalcio
  - Pascoli: destinati al consumo diretto
  - Prati-pascoli: primo sfalcio destinato a scorte, poi pascolati

## Diffusione e produzione in Italia
| Tipo        | superficie [Mha ] | UF    | UF/ha |
| ----------- | ----------------- | ----- | ----- |
| Avvicendate | 2                 | 3500  | 800   |
| Permanenti  | 4                 | 10500 | 4500  |

Produzioni medie tipiche:
- 400 UF/ha: pascolo d'alta montagna;
- 10 000 UF/ha: ottimo medicaio;
- 15 000 UF/ha: avvicendamento loiessa-mais

## Specie più utilizzate
Di seguito sono elencate le specie foraggere più comuni, le Graminacee nella prima e le Leguminose nella seconda tabella..

### Graminacee
|  | Nome                     | Pluvio metria  | Uso         | Note |
|  | ------------------------ | -------------- | ----------- | --- |
|  | Andropogon gayanus       | 400 - 3.000    | P, F, I, Fr | Produttivo, nutriente e appetitibile da giovane tollera siccità, suoli poveri e fuoco, ricaccia.                                             |
|  | Avena sativa             | >500           | P, F, I, Fr | Diffuso in tutto il Mediterraneo, alletta, raccolta in prefioritura, usato nei miscugli.                                                     |
|  | Axonopus compressus      | 800 - 5.000    | P, F, I, Fr | Tollera suoli poveri, ristagni e pascolamento intenso, non la siccità.                                                                       |
|  | Bothriochloa pertusa     | 500 - 2.000    | P, F, I     | Produttivo, appetibile, presenza di anti-nutritivi, tollera pascolamento intenso.                                                            |
|  | Brachiaria brizantha     | 1.000 - 3.500  | P, F, I, Fr | Qualità elevata, tollera pascolamento intenso, esige suoli fertili, usato contro l'erosione.                                                 |
|  | Brachiaria decumbens     | 700 - 2.500    | P, F, I, Fr | Produttivo, appetibile, anti-nutritivi, tollera il pascolamento intenso.                                                                     |
|  | Brachiaria mutica        | semi-acquatico | P, F, I     | Qualità elevata, contiene anti-nutritivi, tollera pascolamento intenso.                                                                      |
|  | Brachiaria ruziziensis   | 1.000 - 3.500  | P, F, I, Fr | Qualità elevata, anti-nutritivi, tollera vari tipi di suolo, se ben drenati.                                                                 |
|  | Cenchrus americanus      | 250 - 1.500    | P, F, I, Fr | Qualità elevata, anti-nutritivi, tollera vari tipi di suolo, ma ben drenati, e siccità.                                                      |
|  | Cenchrus ciliaris        | 100 - 1.000    | P, F, I     | Appetibile e ricco di proteine da giovane, tollera siccità, esige suoli fertili.                                                             |
|  | Chloris gayana           | 500 - 1.500    | P, F        | Produttivo, qualità discreta, esige suoli fertili, tollera salinità e pascolamento intenso.                                                  |
|  | Cynodon dactylon         | 550 - 4.300    | P, F, I, Fr | Tollera salinità, ristagni e pascolamento intenso, di elevata adattabilità.                                                                  |
|  | Dactylis glomerata       | 480 - 750      | P, F, I     | Qualità discreta, cresce su un'ampia gamma di suoli, rustico, ricaccia, tollera siccità, ombra e pascolamento intenso, pianta di copertura.  |
|  | Dichanthium annulatum    | 300 - 2.600    | P, F, I, Fr | Produttività e qualità mediocri, tollera siccità, suoli salini, ristagni e pascolamento intenso.                                             |
|  | Digitaria eriantha       | 300 - 1.300    | P, F, I, Fr | Produttivo, con ampia adattabilità edafica, tollera siccità, fuoco, pascolamento intenso.                                                    |
|  | Echinochloa polystachya  | acquatico      | P, F, I, Fr | Produttivo, qualità elevata, tollera pascolamento intenso, ma non la siccità.                                                                |
|  | Eragrostis curvula       | 400 - 1.200    | P, F        | Appetibile da giovane, tollera siccità e suoli poveri, ma non ristagni.                                                                      |
|  | Eragrostis tef           | 450 - 2.500    | P, F, I, Fr | Appetibile, precoce, di facile coltivazione, ricaccia, usato contro erosione.                                                                |
|  | Festuca arundinacea      | 380 - 2.000    | P, F, I, Fr | Produttivo, anti-nutritivi, rustico, precoce, tollera siccità, ristagni e pascolamento intenso.                                              |
|  | Heteropogon contortus    | 600 - 1.500    | P, F, I, Fr | Mediocre, tollera suoli poveri e fuoco, ma non ristagni.                                                                                     |
|  | Hordeum sativum          | >200           | P, F, I, Fr | Qualità elevata, valorizza terreni marginali, si consocia con leguminose.                                                                    |
|  | Hymenachne amplexicaulis | semi-acquatico | P, F, I, Fr | Qualità elevata, appetibile. |
|  | Hyparrhenia rufa         | 600 - 1.400    | P, F, I, Fr | Rustico, tollera siccità e suoli marginali, preferisce suoli pesanti.                                                                        |
|  | Lolium perenne           | 650 - 700      | P, F        | Qualità elevata, ampia gamma di suoli, ricaccia, tollera calpestio.                                                                          |
|  | Melinis minutiflora      | 750 - 2.500    | P, F, I     | Cresce su un'ampia gamma di suoli, non tollera ristagni e pascolamento intenso.                                                              |
|  | Panicum antidotale       | 130 - 750      | P, F        | Contenuto proteico elevato, tollera salinità, raccomandato pascolamento intenso.                                                             |
|  | Panicum maximum          | 800 - 100      | P, F, I, Fr | Produttivo, qualità elevata, tollera salinità e siccità, per sistemi agro-forestali.                                                         |
|  | Panicum miliaceum        | 200 - 450      | F           | Cresce su un'ampia gamma di suoli, precoce, ricaccia, per coltura intercalare.                                                               |
|  | Paspalum conjugatum      | >800           | P           | Da pascolare giovane, cresce su suoli pesanti e umidi.                                                                                       |
|  | Paspalum dilatatum       | 900 - 1.700    | P, F, I     | Qualità elevata, ampia gamma di suoli, tollera ristagni e pascolamento intenso.                                                              |
|  | Pennisetum clandestinum  | 800 - 3.000    | P, F, I     | Qualità elevata, produttivo, tollera salinità e pascolamento intenso.                                                                        |
|  | Pennisetum purpureum     | 200 - 4.000    | P, F, I, Fr | Produttivo, appetibile, adattabile, sensibile a intensificazione, per controllo erosione.                                                    |
|  | Phalaris aquatica        | acquatico      | P, F, I, Fr | Qualità elevata, produzione continua, produttivo e rustico, tollera il fuoco.                                                                |
|  | Phleum pratense          | >900           | P, F        | Qualità elevata, appetibile, ampia adattabilità, tollera l'acidità, sensibile alla siccità e al pascolo intenso.                             |
|  | Poa pratensis            | >500           | P, F, Fr    | Qualità elevata, preferisce suoli fertili, di medio impasto.                                                                                 |
|  | Secale cereale           | >600           | P, I, Fr    | Cresce su un'ampia gamma di suoli, precoce, soggetto all'allettamento.                                                                       |
|  | Setaria italica          | 300 - 700      | P, F, I     | Qualità elevata, di sviluppo rapido, ampia gamma di suoli, per controllo dell'erosione.                                                      |
|  | Setaria sphacelata       | 1.000 - 1.500  | P, F, I, Fr | Appetibile, ampia gamma di suoli, tollera ristagni, usato per controllo dell'erosione.                                                       |
|  | Sorghum vulgare          | 500 - 600      | P, F, I, Fr | Meno produttivo del mais, ma più rustico e resistente alla siccità, contiene anti-nutritivi.                                                 |
|  | Sorghum sudanense        | 600 - 900      | P, F, I, Fr | Appetibile, può contenere acido prussico da giovane, tollera siccità e suoli problematici, in suoli fertili possibili da due a cinque tagli. |
|  | Themeda triandra         | 500 - 6.000    | P, I, Fr    | Molto diffuso, appetibile, ampia adattabilità, tollera pascolamento intenso.                                                                 |
|  | Triticum aestivum        | >250           | I, Fr       | Di ampia diffusione, produttivo, qualità elevata, eccellente per sistemi intensivi.                                                          |
|  | Zea mays                 | >750           | I, Fr       | Produttivo, qualità elevata, risponde bene a irrigazione e fertilizzazione.                                                                  |

Note: Pluviometria in mm/anno; P = Pascolo, F = Fieno, I = Insilato, Fr = Foraggiata fresca

### Leguminose
|  | Nome                       | Pluvio metria | Uso                     | Note |
|  | -------------------------- | ------------- | ----------------------- | --- |
|  | Acacia nilotica            | 300 - 2.300   | P, Fr                   | Legnoso. Presenza di spine e complessi anti-nutritivi, proteico, tollera salinità, siccità e ristagni, adattabile. |
|  | Acacia tortilis            | 150 - 900     | P, Fr                   | Legnoso. Cresce su un'ampia gamma di suoli, tollera la siccità, usato per frangivento.                             |
|  | Albizia lebbek             | 500 - 2.500   | P, Fr                   | Legnoso. Qualità elevata, ampia adattabilità climatica ed edafica, tollera salinità, siccità e fuoco.              |
|  | Arachis pintoi             | >1.000        | P                       | Produttivo, qualità elevata, tollera suoli poveri, acidi e pascolamento intenso, sviluppo lento.                   |
|  | Cajanus cajan              | 300 - 1.000   | P, Fr                   | Legnoso. Tollera siccità e suoli poveri, ma non basse temperature e ristagni, per sovescio.                        |
|  | Calopogonium mucunoides    | >1.550        | P                       | Buona adattabilità edafica, rustico, soffre il pascolamento eccessivo.                                             |
|  | Centrosema molle           | 800 - 1.700   | P, Fr                   | Qualità elevata, appetibile, tollera suoli poveri e acidi, ristagni e ombra, miglioratore.                         |
|  | Centrosema pubescens       | >1.500        | P, Fr                   | Qualità elevata, proteico, esige suoli fertili, impianto lento, tollera ristagni, talvolta invasivo.               |
|  | Chamaecrista rotundifolia  | 900 - 1.500   | P                       | Soffre la siccità se non pascolato, tollera suoli poveri e pascolamento intenso.                                   |
|  | Clitoria ternatea          | 500 - 1.500   | P. F, Fr                | Produttivo, qualità elevata, facile impianto, tollera la salinità, richiede gestione attenta, miglioratore.        |
|  | Crotalaria juncea          | >200          | P, F, I                 | Proteico, complessi anti-nutritivi, di crescita rapida e competitivo, tollera suoli poco fertili e siccità.        |
|  | Cyamopsis tetragonoloba    | 250 - 1.000   | Fr                      | Buona adattabilità edafica, miglioratore, per copertura in piantagioni di gomma e cocco.                           |
|  | Cytisus proliferus         | 350 - 1.600   | P, Fr                   | Legnoso. Qualità elevata, a crescita rapida, tollera siccità, ma non ristagni.                                     |
|  | Desmanthus virgatus        | 250 - 2.000   | P, Fr                   | Legnoso. Produttivo, cresce su suoli argilloso-limosi, tollera suoli problematici e pascolamento intenso.          |
|  | Desmodium intortum         | >1.100        | P, F, I, Fr             | Qualità elevata, fabbisogno idrico alto, cresce su un'ampia gamma di suoli, sensibile al pascolamento.             |
|  | Erythrina poeppigiana      | 800 - 4.500   | Fr                      | Legnoso. Adattabilità edafica, tollera ristagni e fuoco, anti-nutritivi, per agro-foresteria.                      |
|  | Faidherbia albida          | 250 - 1.800   | Fr                      | Legnoso. Produttivo (foglie, frutti), tollera suoli salini, per sistemi agro-forestali.                            |
|  | Gliricidia sepium          | 900 - 1.500   | Fr                      | Legnoso. Produttivo, proteico, anti-nutritivi, ampia adattabilità edafica, tollera ristagni.                       |
|  | Hedysarum coronarium       | align=center  | align=left\|P, F, I, Fr | Produttivo, alto contenuto proteico, appetibile, coltivato in terreni calcarei ben drenati, tollera siccità.       |
|  | Indigofera hirsuta         | 900 - 2.500   | P, F, Fr                | Con anti-nutritivi, tollera suoli poveri, acidi, ma non ristagni e basse temperature.                              |
|  | Lablab purpureus           | >750          | P, Fr                   | Qualità elevata, resiste a siccità, non tollera basse temperature e cattivo drenaggio, miglioratore.               |
|  | Leucaena leucocephala      | >1.000        | P, Fr                   | Molto apprezzato e diffuso, poco esigente, foglie giovani nutrienti e appetibili, composti anti-nutritivi.         |
|  | Lotononis bainesii         | 300 - 700     | P, I                    | Qualità elevata, esige pascolamento intenso, tollera suoli problematici.                                           |
|  | Lotus corniculatus         |               | P, F                    | Qualità elevata, tollera discretamente la siccità e i suoli acidi, salini e con ristagni.                          |
|  | Lupinus albus              |               | P, I, Fr                | Contiene alcaloidi, proteico, accetta suoli poveri, ottimo per miscugli e sovescio.                                |
|  | Macroptilium atropurpureum | >700          | P, F, Fr                | Qualità elevata, per terreni sabbiosi, tollera siccità in miscugli polifiti.                                       |
|  | Macrotyloma uniflorum      | 550 - 1.000   | P, F, I, Fr             | Crescita rapida, preferisce terreni con buon drenaggio, tollera siccità, anti-nutritivi.                           |
|  | Medicago sativa            | 200 - 2.500   | P, F, I, Fr             | Importante, produttivo, proteico, appetibile, ottimo per la produzione di latte.                                   |
|  | Medicago truncatula        |               | P                       | Produttivo, preferisce suoli permeabili, adatto ai climi mediterranei.                                             |
|  | Melilotus alba             | 170 - 4.000   | F, I, Fr                | Tollera suoli poveri, ma non acidi e ristagni prolungati.                                                          |
|  | Mucuna pruriens            | 650 - 2.500   | P, Fr                   | Produttivo in coltura asciutta, cresce su un'ampia gamma di suoli, composti anti-nutritivi.                        |
|  | Neonotonia Wightii         | 750 - 1.500   | P, F, I, Fr             | Produttivo, riduce la produzione se non pascolato, preferisce suoli drenati.                                       |
|  | Onobrychis viciifolia      | >330          | P, F, I                 | Cresce su terreni grossolani, calcarei, tollera siccità e basse temperature.                                       |
|  | Phaseolus lathyroides      | 750 – 2.000   | P, F, I                 | Crescita rapida, esige buon drenaggio, per sovescio, copertura e nelle rotazioni.                                  |
|  | Prosopis juliflora         | 50 - 1.200    | P, Fr                   | Legnoso. Presenza di spine e anti-nutritivi, rustico, tollera siccità e suoli problematici.                        |
|  | Pueraria phaseoloides      | >1.500        | P, F, I, Fr             | Qualità elevata, produttivo, preferisce suoli fertili, tollera ristagni, per copertura.                            |
|  | Sesbania sesban            | 500 - 2.000   | P, Fr                   | Legnoso. Buon contenuto proteico, sviluppo rapido, tollera salinità, per sovescio.                                 |
|  | Stylosanthes guianensis    | 700 - 5.000   | P, F, I, Fr             | Produttivo, adattabilità edafica, sensibile al pascolamento intenso.                                               |
|  | Stylosanthes hamata        | 700 - 900     | P, F, I, Fr             | Tollera siccità e suoli poveri, ma non pascolamento intenso, miglioratore, per agroforesteria.                     |
|  | Trifolium alexandrinum     | 550 - 750     | P, F, I, Fr             | Qualità elevata, tollera anche suoli problematici, cinque - sei tagli all'anno su terreni fertili e in irriguo.    |
|  | Trifolium incarnatum       | align=center  | align=left\|P, F, I, Fr | Produttivo in terreni ben drenati, rapido ricaccio, usato in consociazione.                                        |
|  | Trifolium pratense         | 300 - 1.900   | P, F, I, Fr             | Produttivo in terreni fertili, rustico, tollera basse temperature, entra in rotazione.                             |
|  | Trifolium repens           |               | P, F, I, Fr             | Buona adattabilità edafica, rustico, richiede pascolo intenso o falciature ripetute.                               |
|  | Trifolium subterraneum     | >500          | P, F, I, Fr             | Qualità elevata, anti-nutritivi, tollera fuoco e basse temperature ma non i suoli calcarei.                        |
|  | Trigonella foenum-graecum  | align=center  | align=left\|F, Fr       | Qualità elevata, ciclo breve, utile come coltura intercalare, su suoli drenati.                                    |
|  | Vicia sativa               | 300 - 1.600   | F, I, Fr                | Non tollera basse temperature e ristagni, consociabile con cereali.                                                |
|  | Vicia villosa              | 350 - 1.000   | P, F, I                 | Produttivo, tollera suoli problematici e basse temperature, per sovescio.                                          |
|  | Vigna parkeri              | 1.000 - 2.000 | P                       | Qualità elevata, tollera suoli acidi e pascolo intenso, sensibile a basse temperature e siccità.                   |
|  | Vigna unguiculata          | 750 - 1.100   | P, F, I, Fr             | Popolare in Africa e non solo, produttivo, qualità elevata, ciclo breve, tollera la siccità.                       |

Note: Pluviometria in mm/anno; P = Pascolo, F = Fieno, I = Insilato, Fr = Foraggiata fresca

## Alimentazione e piante tossiche
La pianta tossica è quella che, ingerita dall'animale per periodi brevi o prolungati, esercita il suo effetto nocivo facendolo ammalare e, in alcuni casi, provocandone la morte. I più importanti gruppi di sostanze tossiche sono i seguenti: gli alcaloidi, i glicosidi (glicosidi cianogenici, saponine e cumarine, i nitrati, l’acido ossalico e varie sostanze contenute in alcune piante che possono rendere più sensibili gli animali al forte soleggiamento). Tra i disturbi digestivi si ricordano l’ostruzione intestinale, l’acidosi lattica e quelli provocati da micotossine preseti negli insilati di cereali.
Questi elementi sono descritti, per alcune specie di foraggi, nella tabella che segue.
| Specie | Sostanza e organi tossici                                                         | Sintomi ed esiti principali e specie sensibili |
| --- | --------------------------------------------------------------------------------- | --- |
| Leguminose |                                                                                   | |
| Acacia spp. (A. nilotica) | tannini (baccelli)                                                                | problemi digestivi, possibile decesso nei ruminanti |
| Crotalaria juncea e altre specie del genere | glucosidi alcaloidi (intera pianta)                                               | bovini, equini e suini |
| Cytisus proliferus | composti antinutrizionali/tossici (intera pianta)                                 | non mortale nei bovini e caprini |
| Dolichos uniflorus | composti antinutrizionali/tossici (seme)                                          | bovini ed equini |
| Erythrina poeppigiana | alcaloidi (seme, corteccia, radici)                                               | paralisi muscolare e respiratoria, possibile decesso |
| Galega officinalis | composti antinutrizionali/tossici (parti aeree)                                   | disturbi respiratori e cardiaci in ovini e bovini |
| Gliricidia sepium | glicosidi cianogenici (foglie)                                                    | inibizione della crescita nei monogastrici |
| Indigofera spicata e I. hirsuta | indospicina (foglie, seme)                                                        | perdita di vitalità danni al fegato e aborto nei ruminant e possibile decesso in equini e pollame                                                                                             |
| Lablab purpureus | tannini e inibitori di fitati e tripsina (seme)                                   | timpanismo |
| Leucaena leucocephala | mimosina                                                                          | ulcerazione dell'esofago e del reticolo-rumine, scarso appetito e basso aumento di peso vivo nei ruminanti                                                                                    |
| Macrotyloma uniflorum | composti antinutrizionali/tossici (seme)                                          | bovini ed equini |
| Medicago sativa |                                                                                   | timpanismo nei ruminanti, colenterotossiemia negli ovini |
| Mucuna pruriens | aminoacidi non proteici e triptamine (seme)                                       | emorragia, possibile decesso del bestiame |
| Prosopis juliflora | alcaloidi (baccelli)                                                              | depressione, salivazione, disidratazione, diarrea sanguinolenta in ruminanti ed equini |
| Sesbania grandiflora | saponine e tannini (in farina di foglie o di semi                                 | effetto negativo sulla crescita, possibile decesso del pollame |
| Sesbania sesban | saponine                                                                          | irregolarità riproduttive nei ruminanti, possibile decesso in ovini e caprini |
| Stylosanthes capitata e S. macrocephala | fitobezoari per eccessivo consumo                                                 | ostruzione intestinale, possibile decesso di bovini |
| Trifolium spp. (T. burchellianum, T. decorum, T. mattirolianum, T. quartinianum, T. rueppellianum, T. steudneri, T. tembens, T. usambarense)                                               | saponine                                                                          | timpanismo |
| Vigna unguiculata | composti antinutrizionali/tossici (lecitine, tannini e inibitori della tripsina)  | fotosensibilizzazione, timpanismo nei ruminanti |
| Vicia villosa | composti antinutrizionali/tossici (semi, parti verdi)                             | fotosensibilizzazione, dermatite, congiuntivite, diarrea, convulsioni, possibile decesso in bovini e suini                                                                                    |
| Graminacee |                                                                                   | |
| Brachiaria spp. (B. brizantha, B. decumbens, B. ruziziensis) | saponine (intera pianta)                                                          | fotosensibilizzazione, lesioni cutanee, danni epatici, perdita di peso, possibile decesso nei ruminanti                                                                                       |
| Brachiaria humidicola | ossalato, nitrati/nitriti (intera pianta)                                         | iperparatiroidismo negli equini |
| Brachiaria arrecta e B. mutica | composti antinutrizionali/tossici (intera pianta)                                 | avvelenamento nei bovini |
| Cenchrus ciliaris | ossalato (intera pianta)                                                          | osteodistrofia fibrosa in equini, problemi renali nei ruminanti |
| Cenchrus purpureus | nitrati (foglie)                                                                  | anoressia, stress respiratorio, digrignamento dei denti, depressione o ipereccitabilità, tremori, contrazioni addominali, secrezione nasale, andatura scoordinata, cianosi, crollo nei bovini |
| Cynodon spp. (C. aethiopicus, C. dactylon, C. nlemfuensis) | glicosidi cianogenici (intera pianta)                                             | fotosensibilizzazione nei bovini |
| Cynodon plectostachyus | glucosidi (intera pianta)                                                         | tiroide ingrossata e agnelli nati morti in ovini e bovini |
| Festuca arundinacea | micotossine prodotte dal fungo Acremonium coenophalium in Festuca (intera pianta) | sindrome “Fescue foot”: gangrena secca |
| Hordeum vulgare | micotossine prodotte da Fusarium (seme)                                           | perdita di peso, vomito, diarrea sanguinolenta, dermatite, possibile decesso. Suini più suscettibili di bovini e pollame                                                                      |
| Hordeum vulgare | nitrato (foglie)                                                                  | intossicazione con possibile decesso in tutte le specie di bestiame |
| Panicum coloratum | saponine                                                                          | fotosensibilizzazione, coliche intermittenti, insufficienza epatica, febbre, perdita di peso, possibile decesso in ruminanti, equini                                                          |
| Pennisetum clandestinum | ossalato e nitrati (intera pianta)                                                | iperparatiroidismo in equini e, occasionalmente, nefrosi, possibile decesso nei ruminanti |
| Setaria sphacelata | ossalato (intera pianta)                                                          | malessere, zoppia e osteodistrofia negli equini e ipocalcemia nei ruminanti |
| Sorghum spp. (S. bicolor Sorghum × almum, S. halepense) | glicosidi cianogenici, nitrati (intera pianta)                                    | anomalie circolatorie e respiratorie, possibile decesso |
| Urochloa arrecta | nitrati/nitriti                                                                   | avvelenamento nei bovini |
| Urochloa spp. (U. brizantha, U. decumbens, U. ruziziensis) |                                                                                   | fotosensibilizzazione nei ruminanti |
| Urochloa humidicola | composti antinutrizionali/tossici, ossalato                                       | fotosensibilizzazione e paratiroidismo negli equini |
| Zea mays | acido lattico in eccesso prodotto dalla fermentazione di carboidrati (semi)       | acidificazione del sangue, insufficienza cardiaca, insufficienza renale, possibile decesso nei ruminanti                                                                                      |
| Insilati di mais e di altre specie | micotossine prodotte da funghi (Fusarium, Penicillium, Aspergillus)               | danni al rumine e riduzione dell’assunzione di alimenti, aborti, encefaliti e setticemie |
| Varie specie e generi: Agrostis capillaris, Dactylis glomerata, Festuca, Lolium multiflorum, Paspalum, Urochloa decumbens                                                                  | sporidesmina (micotossina) prodotta da Pithomyces chartarum                       | eczema facciale negli ovini |
| Varie specie e generi: Alopecurus, Bromus, Cynodon dactylon, Festuca arundinacea, Paspalum (P. dilatatum, P. notatum), Poa, Phleum Pratense, Phalaris arundinacea, Secale cereale, Setaria | alcaloidi negli sclerozi prodotti dal fungo Claviceps (semi)                      | eccitazione, sfiducia nei confronti delle persone e tendenza ad attaccare, necrosi delle estremità, ipertermia, possibile decesso                                                             |